# Hermannia canariensis
Hermannia canariensis är en kvalsterart som beskrevs av Pérez-Íñigo och Peña 1996. Hermannia canariensis ingår i släktet Hermannia och familjen Hermanniidae. Inga underarter finns listade i Catalogue of Life.